# Marcel Bois
Marcel Albert Bois est un arbitre français de football né le 18 juillet 1918 à Tours et mort le 3 mars 1984. Il exerce durant les années 1950 et 1960, affilié à Tours. 

## Carrière
Il a officié dans des compétitions majeures : 
- Challenge des champions 1960[2].
- Coupe de France de football 1960-1961 (finale)
- Copa Libertadores 1963 (finales aller et retour)